# Antirrevisionisme
Dins de l'històric moviment marxista-leninista internacional, un antirrevisionista és aquell que afavoreix la línia teòrica i pràctica associada amb la III Internacional.
D'aquesta manera, un antirrevisionista està en contra de les formes pacífiques o no violentes del socialisme prenent com a referents Karl Marx, Friedrich Engels, Vladímir Lenin, Ióssif Stalin i Mao Zedong i s'oposa tant al trotskisme com a la direcció soviètica posterior a Stalin, és a dir, a partir de Nikita Khrusxov.
Els antirrevisionistes afirmen que l'URSS sota el comandament de Stalin va representar la implementació de l'anomenat socialisme científic, teoritzat i preconitzat per la dupla Marx-Engels i inicialment dut a la pràctica per Lenin.
L'essència del pensament antirrevisionista és l'afirmació que la classe obrera va ser la que va ostentar el poder a l'URSS fins al 1953, any en què va començar a ser gradualment substituïda per una burocràcia que havia estat reprimida en el període anterior.